# Orogastrura emucronata
Orogastrura emucronata är en urinsektsart som beskrevs av Louis Deharveng och Gers 1979. Orogastrura emucronata ingår i släktet Orogastrura och familjen Hypogastruridae. Inga underarter finns listade i Catalogue of Life.